# Jesús López (película de 2021)
Jesús López es una película dramática argentina dirigida por Maximiliano Schonfeld que se estrenó en el Festival de Cine de San Sebastián en septiembre de 2021.

## Sinopsis
Un joven llamado Jesús López muere en un accidente. Sus padres quedan conmocionados y una oscura sombra se cierne sobre todo el pueblo del que procede Jesús. Sólo cuando empiezan a integrar en sus vidas a su primo Abel, a quien piden que se quede con ellos unos días tras el funeral de su hijo, parece que la tristeza general se disipa.
Abel intenta asumir el papel de Jesús, lo que la gente del pueblo tolera al principio, pero que le causa cada vez más malestar. Sin embargo, Abel se siente ahora bastante cómodo en su nueva vida y no quiere renunciar a ella tan fácilmente. Siempre había admirado a Jesús, ese hombre alto, guapo y muy seguro de sí mismo. Le gusta llevar su ropa, salir con la antigua pandilla de motoristas de Jesús y escuchar música con ellos.

## Producción

### Equipo de filmación y elenco

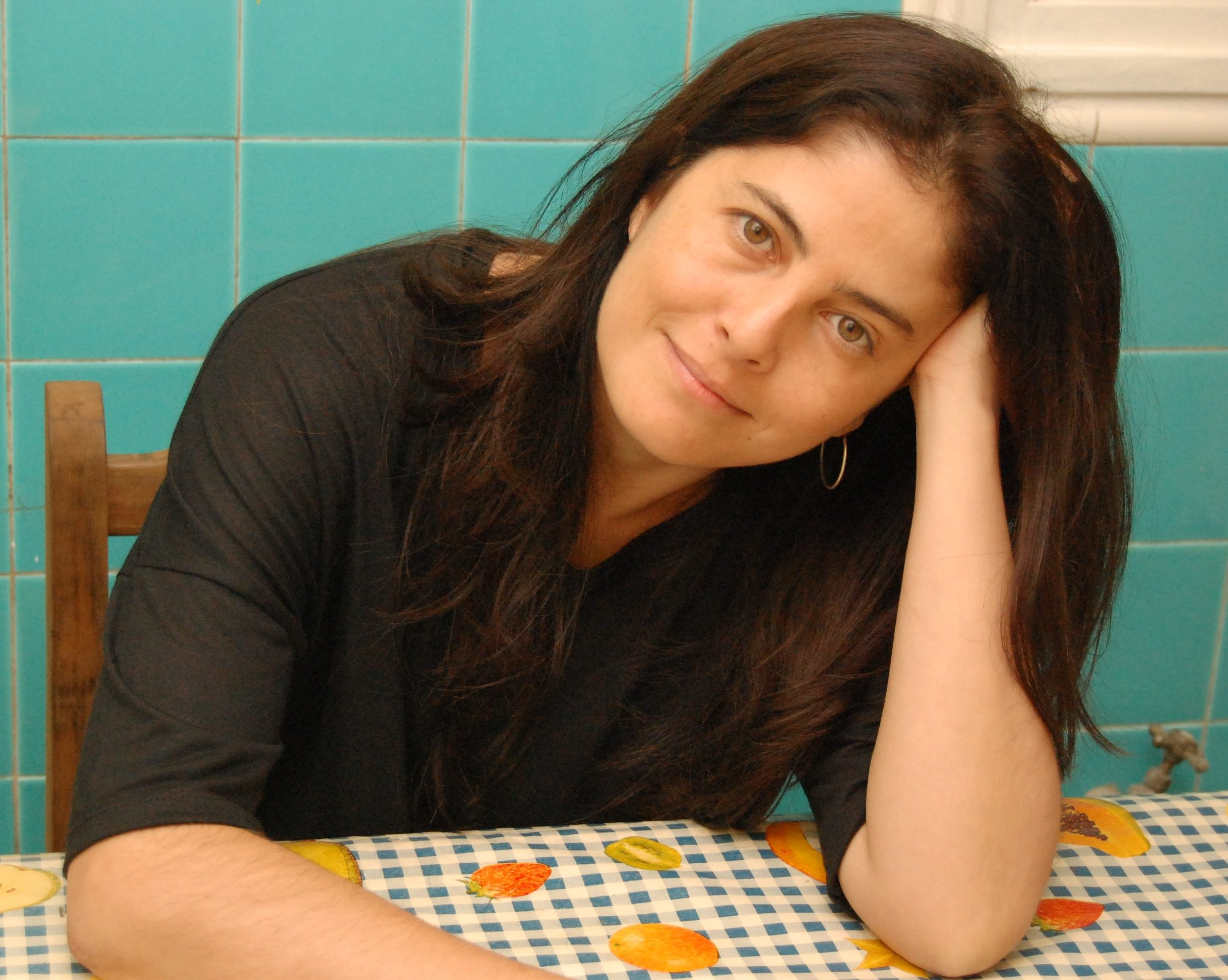
Junto a la escritora argentina Selva Almada, Maximiliano Schonfeld también escribió el guion de Jesús López

El director fue Maximiliano Schonfeld. Estudió en la Escuela Estatal de Cine de Buenos Aires y fue ayudante de dirección de Rodrigo Moreno y Víctor Kozakovzky. En 2012 presentó su ópera prima Germania en el Filmfest de Hamburgo. Junto con la escritora argentina Selva Almada, Schonfeld también escribió el guion de Jesús López. Un buen punto de partida para la historia de la película surgió tras un encuentro con un joven del pueblo de María Luisa durante los preparativos del rodaje de la película de Schonfeld La escarcha negra. Este joven, que se llamaba Abel como el personaje de la película, acababa de terminar la escuela, trabajaba con su padre en el campo y buscaba una forma de salir de allí

### Filmación y música de cine
Federico Lastra actuó como camarógrafo. Al igual que con las películas anteriores de Schonfeld, el rodaje tuvo lugar en la provincia de Entre Ríos, en el noreste de Argentina, un área poblada por muchos alemanes del Volga . Hay una gran escena de heavy metal en la zona, que Schonfeld también incorporó de nuevo a Jesús López . El encuentro motero más grande de Sudamérica se lleva a cabo en la ciudad de Diamante. La película está moldeada por su estilo de vida y esta música. La música de la película en sí es de Jackson Souvenirs, un dúo formado por Javier Diz y Norman MacLoughlin.

## Premios y nominaciones
Festival de Cine de Mar del Plata 2021
- Premio a la Mejor Película Latinoamericana (Maximiliano Schonfeld)[6]

Festival de Cine de San Sebastián 2021
- Nominación al Premio Horizontes (Maximiliano Schonfeld)[7]